# Celeno (pléyade)
En la mitología griega, Celeno (griego antiguo: Κελαινώ, «oscura»)  era el nombre de una de las Pléyades, hijas del titán Atlas y la oceánide Pléyone o, más raramente, Etra. Celeno posee, de manera prosaica, una etimología apropiada, pues es la menos conocida e individualizada de entre sus hermanas. Celeno atrajo la atención del dios Poseidón y le dio un hijo, Lico. De lo único que se sabe de éste es que el propio dios del mar lo asentó en las islas de los Bienaventurados. Otros más incluyen a Eurípilo e incluso a Tritón, lo que nos hace pensar que no había una tradición estable acerca de su descendencia. Incluso Higino y otros más confunden a Celeno con la ninfa Clonia, alegando que sus hijos fueron Eufemo, Lico y Nicteo. Proclo le atribuyó a Celeno la maternidad de Lico y Quimereo o Cimareo, habidos con Prometeo. Los huesos de estos dos héroes fueron buscados por Menelao para terminar con una peste que asolaba Esparta.